# ヘンリー・トーマス・コールブルック

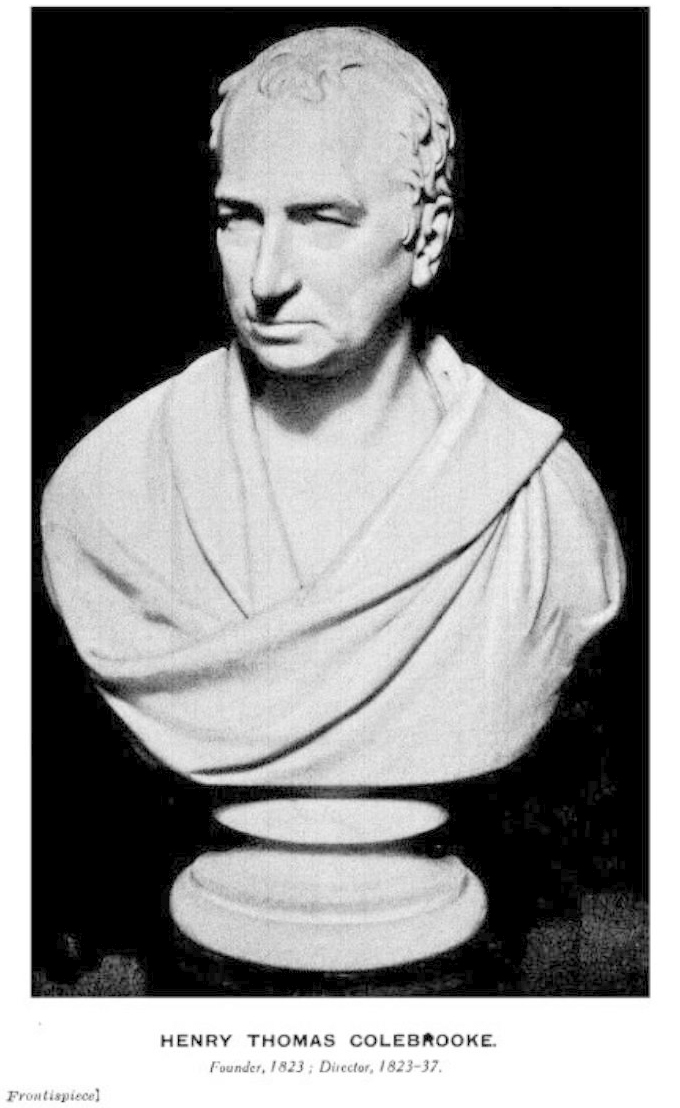
王立アジア協会にあるコールブルックの胸像

ヘンリー・トーマス・コールブルック（Henry Thomas Colebrooke、1765年6月15日 - 1837年3月10日）は、イギリスの官僚、東洋学者。インドに長年住み、ウィリアム・ジョーンズやチャールズ・ウィルキンズをついでインド学の基盤を固めた。

## 略歴
ヘンリー・トーマス・コールブルックは、銀行家ジョージ・コールブルックの子としてロンドンに生まれた。父のジョージは1769年にイギリス東インド会社社長(chairman)に就任した。1782年に東インド会社の書記官(writer)としてインドに渡り、カルカッタ、ティルフト、プールニヤー、ミールザープルなどの地に赴任した。役人としての仕事と同時にコールブルックはインドでサンスクリットをはじめとする東洋諸言語を学び、1794年以降ベンガル・アジア協会の機関誌に論文を発表した。
1805年以降はカルカッタで裁判官をつとめ、同年フォート・ウィリアム大学のヒンドゥー法とサンスクリットの教授に就任した。1807年にベンガル・アジア協会の会長に選出された。同年、ベンガル評議員(英語)に選ばれた。
1814年、32年間滞在したインドを離れ、イギリスに帰国した。コールブルックは多数のサンスクリット写本をインド省にもたらした。イギリスでは王立天文学会(1820)や王立アジア協会(1823)の創立メンバーだった。

## 主な著書
コールブルックの研究分野は、インドの法律・産業・数学・言語・哲学など多方面にわたる。
- Digest of Hindu Laws. 1 (3rd ed.). London. (1864) [1798] 第2巻（ウィリアム・ジョーンズによって開始されたヒンドゥー法の翻訳）
- Remarks on the Husbandry and Internal Commerce of Bengal. Calcutta. (1804)
- A Grammar of the Sanscrit Language. 1. Calcutta. (1805)
- Two Treatises on the Hindu Law of Inheritance. Calcutta. (1810)（ミタクシャラとダーヤバーガの翻訳）
- Algebra, with arithmetic and mensuration. London. (1817)（ブラフマグプタとバースカラの翻訳）
- Sánkhya Káriká. Oxford. (1837)（サーンキヤ・カーリカーの翻訳、没後にウィルソンにより出版）

没後に論文集が出版されている。コールブルックの主要な論文「ヴェーダ、すなわちヒンドゥー聖典について」(1805)はこの論文集に収録されている。
- Essays on the Religion and Philosophy of the Hindus (new ed.). London. (1858)